# Mémoires et aventures d'un homme de qualité
Mémoires et aventures d'un homme de qualité, sous-titré Qui s'est retiré du monde est un roman-mémoires écrit par Antoine François Prévost et publié de 1728 à 1731. Le roman est particulièrement connu pour comporter la célèbre Histoire du Chevalier Des Grieux et de Manon Lescaut, plus couramment dénommée Manon Lescaut.

## Composition
Publié de 1728 à 1731, plusieurs récits s’enchâssent dans ce vaste roman. On peut le subdiviser ainsi :
- Tomes I-II : Jeunesse de l'homme de qualité et ses amours malheureuses.
- Tomes III-IV : Premiers voyages de Renoncour avec son disciple.
- Tomes V-VI : Découverte de l'Angleterre et retour en France.
- Tome VII : Aventures du chevalier Des Grieux et de Manon Lescaut.

## Éditions modernes
- Antoine François Prévost, Mémoires et aventures d'un homme de qualité, Paris, Desjonquères, 1er novembre 1998, 256 p. (ISBN 2904227903, lire en ligne)